# Ла-Мазьер-о-Бонз-Омм
Ла-Мазье́р-о-Бонз-Омм (фр. La Mazière-aux-Bons-Hommes, окс. La Masèira) — коммуна во Франции, находится в регионе Лимузен. Департамент коммуны — Крёз. Входит в состав кантона Крок. Округ коммуны — Обюссон.
Код INSEE коммуны — 23129.

## Население
Население коммуны на 2010 год составляло 67 человек.
| 1962 | 1968 | 1975 | 1982 | 1990 | 1999 | 2010 |
| ---- | ---- | ---- | ---- | ---- | ---- | ---- |
| 134  | 110  | 96   | 99   | 96   | 73   | 67   |

## Экономика
В 2010 году среди 35 человек трудоспособного возраста (15—64 лет) 24 были экономически активными, 11 — неактивными (показатель активности — 68,6 %, в 1999 году было 62,2 %). Из 24 активных жителей работали 21 человек (11 мужчин и 10 женщин), безработных было 3 (1 мужчина и 2 женщины). Среди 11 неактивных 2 человека были учениками или студентами, 6 — пенсионерами, 3 были неактивными по другим причинам.